# Автоматизація процесу збагачення вугілля на вібраційно-пневматичному сепараторі

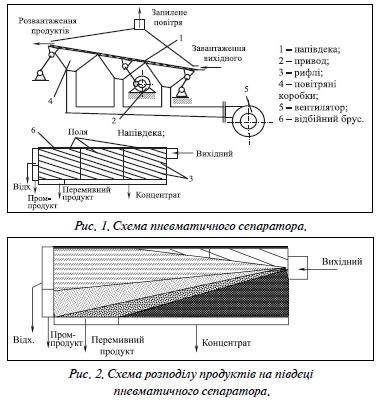

Автоматизація процесу збагачення вугілля на вібраційно-пневматичному сепараторі зводиться до регулювання таких основних параметрів μ(t):
- витрата повітря QB, м3 / год;
- частота коливань короба ω, сек−1;
- амплітуда коливань короба Δ, мм.

Комбінована САР процесу збагачення вугілля на вібраційно-пневматичному сепараторі.

При цьому може бути застосована комбінована САР. 
Основними збуреннями є f(t):
- гранулометричний склад збагачуваного вугілля;
- густина вихідного вугілля.

Вихідні параметри, за якими може вестися регулювання x(t):
- зольність концентрату;
- зольність відходів;
- розпушеність постілі.